# Jung Yoo-jin
Jung Yoo-jin (Busan, 19 de febrero de 1989), también conocida como Eugene Jung, es una modelo y actriz surcoreana. Comenzó su carrera como modelo en YG Entertainment.

## Carrera
En febrero de 2018 firmó con su nueva agencia de gestión FNC Entertainment.
Es conocida por sus papeles en dramas, tales como Heard It Through the Grapevine (2015), Escuela Moorim y W.
En octubre del 2019 se unió al elenco de la serie Catch the Ghost (también conocida como "Catch Yoo Ryung") donde dio vida a Ha Ma-ri.
En octubre del 2020 se anunció que se había unido al elenco de la serie Snowdrop, donde interpreta a Jang Han-na, una impulsiva agente del Servicio Nacional de Inteligencia (NIS), que siente pasión por su trabajo.
En julio de 2021 comenzó la producción de la serie Deseos VIP, en la que tiene el papel protagonista de Jin Yoo-hee, una abogada del equipo legal de una gran corporación que hace todo lo posible para pertenecer a la clase alta, recurriendo si es necesario a un casamiento ventajoso.

## Filmografía

### Cine
| Año  | Título                 | Papel         |
| ---- | ---------------------- | ------------- |
| 1995 | 301,302                | Oh Rin Yi     |
| 1997 | Beat                   | Ja Kyeong     |
| 2016 | Like for Likes         | Cameo: Actriz |
| 2018 | Summer Vacation        | Soo-yeon      |
| 2019 | La frecuencia del amor | Hyun-Joo      |

### Televisión

#### Series de televisión
| Año     | Título                         | Papel                    | Canal        | Ref.                 |
| ------- | ------------------------------ | ------------------------ | ------------ | -------------------- |
| 2015    | Heard It Through the Grapevine | Jang Hyun Soo            | SBS          |                      |
| 2015    | Because It's the First Time    | Ryoo Se-hyun             | OnStyle      |                      |
| 2016    | Escuela Moorim                 | Chae Young/Hwang Seon Ah | KBS          |                      |
| 2016    | W                              | Yoon So Hee              | MBC          |                      |
| 2018    | Thirty But Seventeen           | Hee-soo                  | SBS          |                      |
| 2018    | Something in the Rain          | Kang Se-Young            | JTBC         |                      |
| 2019    | El amor es un capítulo aparte  | Song Hae-rin             | tVN          | [ 11 ]               |
| 2019    | Catch the Ghost                | Ha Ma-ri                 | tvN          |                      |
| 2021-22 | Snowdrop                       | Jang Han-na              | JTBC         |                      |
| 2022    | Deseos VIP                     | Jin Yoo-hee              | JTBC/Netflix | [ 10 ] [ 12 ]        |
| 2022    | Curtain Call                   | Song Hyo-jin             | KBS 2TV      | [ 13 ]               |
| 2024    | DNA Lover                      | Jang Mi-eun              | TV Chosun    | [ 14 ] [ 15 ] [ 16 ] |

#### Espectáculos de variedades
| Año  | Título          | Rol        | Red     |
| ---- | --------------- | ---------- | ------- |
| 2010 | Inspire Now     | Ella misma | ELLE TV |
| 2014 | Fashion Lab     | Ella misma | YGK+ TV |
| 2016 | Hello Counselor | Ella misma | KBS     |

### Vídeos musicales
| Año  | Título de la canción    | Artista                         |
| ---- | ----------------------- | ------------------------------- |
| 2011 | "V.V.I.P"               | Seungri                         |
| 2014 | "Skeleton"              | Super Junior Donghae & Eunhyuk  |
| 2014 | "Sweet (Brand New Mix)" | Lena Park featuring Verbal Jint |
| 2017 | "Crazy"                 | Han Dong-geun                   |

### Anuncios de TV
| Año       | Título                               |
| --------- | ------------------------------------ |
| 2010      | KB Card - StarShop                   |
| 2010      | LG Telecom Can U ‘BlingBling, Wizwid |
| 2013      | Samsung                              |
| 2015-2016 | Moonshot Cosmetic Brand              |

### Premios y nominaciones
| Año  | Premio                     | Resultado  |
| ---- | -------------------------- | ---------- |
| 2008 | ‘I Am a Model’ temporada 4 | 2.do lugar |